# Castello d'Elci
Il castello d'Elci è un castello in rovina nei boschi di Radicondoli, comune in provincia di Siena.

## Storia
Il nucleo più antico del castello risale a poco prima dell'anno 1000 e fu di proprietà e residenza dell'importante famiglia degli Aldobrandeschi, e ritenuto uno dei centri più importanti nel territorio di Radicondoli. 
Nel 1164 passò nelle mani dei conti Alberti, imparentati con gli Aldobrandeschi, che a loro volta lo cedettero ai Pannocchieschi del ramo di Travale (vassalli degli Aldobrandeschi), il castello divenne quindi sede di un ramo di questa famiglia che lo aggiunse al proprio nome diventando: Pannocchieschi d'Elci. La famiglia riuscì a mantenere il controllo del feudo nonostante i ripetuti tentativi di conquista da parte della Repubblica di Siena che riuscì a distruggere il castello per ben due volte senza riuscire però a conquistarlo e caparbiamente ricostruito dai Pannocchieschi, fino al 1554 anno in cui passò sotto la Casata dei Medici, per seguire poi le vicende del Granducato di Toscana e finire in rovina.
Ad aprile 2024 il castello si presentava in un pessimo stato di conservazione e risultava essere in vendita.

## Etimologia
Secondo il naturalista Repetti che ha riportato i suoi viaggi nell'opera Dizionario Geografico Fisico Storico della Toscana, il nome deriva dalla storpiatura della parola lecci dato che il castello sorge per l'appunto in mezzo ad un bosco di lecci.